# Франц Марія фон Дальвіг цу Ліхтенфельс
Барон Франц Марія Фрідріх Клеменс фон Дальвіґ цу Ліхтенфельс (нім. Franz Maria Friedrich Clemens Freiherr von Dalwigk zu Lichtenfels; 21 квітня 1876, Дюссельдорф — 25 листопада 1947, Бад-Вільдунген) — німецький офіцер, генерал кавалерії вермахту. Кавалер Німецького хреста в сріблі.

## Біографія
Молодший син депутата рейхстагу Франца Губертуса фон Дальвіґа цу Ліхтенфельса і його другої дружини Елізабет Ґейр фон Швеппенбурґ (12 лютого 1938 - 10 грудня 1905). У нього були 3 брати і 2 сестри, включаючи брата і сестру від першого шлюбу батька.
18 серпня 1896 року поступив на службу фанен-юнкером у 4-й гвардійський гренадерський полк «Королева Августа». Учасник Першої світової війни, ротмістр. Відзначений численними нагородами.
З 15 листопада до 23 грудня 1918 року командував «добровольчим батальйоном фон Дальвіґа». Після розпуску батальйону 24 грудня 1918 року служив у 3-му батальйоні 4-го нижньосілезького піхотного полку №51. З березня 1919 до квітня 1920 року — командир «12-го добровольчого гусарського полку», з якого згодом сформувався добровольчий корпус.
15 квітня 1920 року Дальвіґ поступив на службу в рейхсвер і був призначений командиром ескадрону 10-го (прусського) кінного полку. З 1 травня 1923 році служив у 18-му кінному полку в Штутгарті. З 1 лютого 1912 року — командир 15-го (прусського) кінного полку в Падерборні. З 1 жовтня 1931 до кінця березня 1937 року — командир Ганноверської кіноти. З 1 квітня 1937 року служив при командуванні 3-го армійського корпусу.
Під час загальної мобілізації перед Другою світовою війною 26 серпня 1939 року Дальвіґа призначили виконувачем обов'язків командира 3-го армійського корпусу і, одночасно, командиром 3-го військового округу. 1 березня 1943 року відправлений у резерв фюрера.

## Сім'я
- Перша дружина - Марія Магдалена Бассель фон Ґимніх (7 грудня 1878 - 7 липня 1918). Одружились 3 вересня 1904 року. В шлюбі народились 4 сини і дочка.
- Друга дружина - Вера Ґроте (18 грудня 1889 - 28 вересня 1965). Ожружились 5 березня 1920 року. В шлюбі народились син і дочка.

## Звання
- Фанен-юнкер (18 серпня 1896)
- Фенріх (4 серпня 1899)
- Лейтенант (22 березня 1900)
- Обер-лейтенант (4 серпня 1909)
- Ротмістр (4 жовтня 1913)
- Майор (1 квітня 1921)
- Оберст-лейтенант (1 березня 1927)
- Оберст (1 квітня 1930)
- Генерал-майор (1 лютого 1933)
- Генерал-лейтенант (1 жовтня 1934)
- Генерал кавалерії (1 грудня 1940)

## Нагороди
- Орден Корони 4-го класу

### Перша світова війна
- Залізний хрест 2-го і 1-го класу
- Лицарський хрест королівського ордена дому Гогенцоллернів з мечами
- Лицарський хрест 2-го класу ордена Білого Сокола з мечами
- Орден «За заслуги» (Вальдек) 4-го класу з мечами
- Нагрудний знак «За поранення» в чорному

### Міжвоєнний період
- Хрест «За вислугу років» (Пруссія)
- Почесний хрест ветерана війни з мечами
- Медаль «За вислугу років у Вермахті» 4-го, 3-го, 2-го і 1-го класу (25 років)

### Друга світова війна
- Хрест Воєнних заслуг 2-го і 1-го класу з мечами
- Німецький хрест в сріблі (31 травня 1943)